# 門山泰明
門山 泰明 (かどやま やすあき、1953年 - ）は、日本の総務官僚、弁護士。自治大学校長や、総務省大臣官房長、総務省自治行政局長等を経て、一般財団法人日本消防設備安全センター理事長。

## 人物・経歴
北海道札幌南高等学校を経て、東京大学法学部第2類（公法コース）卒業。1977年 自治省入省（財政局公営企業第一課）。同年7月 滋賀県総務課。1978年4月 滋賀県企画調整課。1979年3月 自治省大臣官房総務課。1980年4月 自治省行政局行政課。その後は福岡市企画課長、国土庁計画・調整局課長補佐、三重県財政課長、奈良県総務部長、総務省自治行政局行政課長、総務省大臣官房審議官、総務省選挙部長、自治大学校長、総務省大臣官房地域力創造審議官などを経て、2012年9月11日 総務省大臣官房長。2013年6月28日 総務省自治行政局長。2014年 退官、明治安田生命保険相互会社顧問。2015年 全国都道府県議会議長会事務総長。のち、一般財団法人日本消防設備安全センター理事長、一般財団法人空港振興・環境整備支援機構評議員、門山泰明法律事務所弁護士。2022年総務省選挙管理委員会委員。2024年瑞宝中綬章受章。